# Uapaca
Uapaca là một chi thực vật có hoa trong họ Phyllanthaceae, được mô tả lần đầu tiên năm 1858. Đây là chi duy nhất nằm trong phân tông Uapacinae. Chi này gồm các loài bản địa châu Phi và Madagascar.
Các loài
1. Uapaca acuminata - Nigeria, Trung Phi
2. Uapaca ambanjensis - Tây Bắc Madagascar
3. Uapaca amplifolia - Tây Bắc Madagascar
4. Uapaca benguelensis - Cộng hòa Dân chủ Congo, Angola
5. Uapaca bojeri - Madagascar
6. Uapaca densifolia - Madagascar
7. Uapaca ferruginea - Madagascar
8. Uapaca gossweileri - Cộng hòa Dân chủ Congo, Angola
9. Uapaca guineensis - Tây và Trung Phi
10. Uapaca heudelotii - Tây và Trung Phi
11. Uapaca katentaniensis - Katanga
12. Uapaca kirkiana - Đông, Trung và Nam Phi
13. Uapaca lissopyrena - Trung và Nam Phi
14. Uapaca littoralis - Đông Madagascar
15. Uapaca louvelii - Đông Madagascar
16. Uapaca mole - Tây và Trung Phi
17. Uapaca niangadoumae - Gabon
18. Uapaca nitida - Đông, Trung và Nam Phi
19. Uapaca pilosa - Đông và Trung Phi
20. Uapaca pynaertii - Tây và Trung Phi
21. Uapaca robynsii - Katanga, Zambia, Malawi
22. Uapaca rufopilosa - Cộng hòa Dân chủ Congo, Angola, Zambia
23. Uapaca sansibarica - Đông, Trung và Nam Phi
24. Uapaca staudtii - Nigeria, Trung Phi
25. Uapaca thouarsii - Đông Madagascar
26. Uapaca togoensis - Tây và Trung Phi
27. Uapaca vanhouttei - Nigeria, Trung Phi

trước đây nằm trong Uapaca
được chuyển sang Drypetes
- Uapaca griffithii - Drypetes riseleyi